# Ciclo Bernstein-Mahler
Il ciclo Bernstein-Mahler di solito si riferisce a due registrazioni audio separate delle sinfonie del compositore Gustav Mahler, eseguite dal direttore Leonard Bernstein rispettivamente negli anni '60 e '80.

## Il primo ciclo
Il primo ciclo su Mahler di Bernstein fu il primo di vari cicli completi, con le sinfonie 1-9 registrati tra il 1960 e il 1967 per l'etichetta CBS (ora Sony). Sebbene non fossero le prime registrazioni delle singole sinfonie, il sostegno di Bernstein fu una parte importante del boom Mahler degli anni '60 (specialmente negli Stati Uniti) e contribuì ad aumentare la popolarità delle sinfonie suonate meno comunemente come la terza, sesta e la settima. Il ciclo ha utilizzato le esibizioni della New York Philharmonic, la stessa orchestra che Mahler aveva diretto durante un breve mandato tra il 1909 e la sua morte nel 1911, nonché l'esecuzione dell'ottava sinfonia della London Symphony Orchestra. Bernstein successivamente registrò nuovamente la Sinfonia n. 2 per la CBS con la London Symphony Orchestra nel 1973; a volte questa registrazione è stata inclusa nelle edizioni CD del ciclo. Bernstein si rifiutò di dirigere la decima completa, resa postuma dagli schizzi di Mahler dal musicologo Deryck Cooke, sebbene abbia registrato l'adagio di apertura con la New York Philharmonic nel 1975.

## Il secondo ciclo
Il secondo ciclo Mahler di Bernstein registrato per la Deutsche Grammophon sfrutta le nuove tecnologie di registrazione digitale degli anni '80. Il nuovo ciclo comprendeva anche registrazioni di orchestre strettamente legate alla produzione compositiva e orchestrale di Mahler, tra cui la New York Philharmonic, i Wiener Philharmoniker e l'Amsterdam Concertgebouw. Bernstein utilizzò la sua tecnica preferita degli ultimi anni per registrare diverse performances dal vivo con sessioni di rettifica per correggere imperfezioni e piccoli errori, ritenendo che fosse più soddisfacente di una registrazione completa in studio. L'ottava sinfonia doveva ancora essere registrata al momento della morte di Bernstein e per completare il ciclo fu usata una cassetta radiofonica del 1975 di un'esibizione del Festival di Salisburgo. Le esecuzioni della quinta e della prima sinfonie sono spesso viste dalla critica come un miglioramento rispetto al primo ciclo, così come la registrazione della quarta, nonostante le aspre critiche all'uso di Bernstein di una voce bianca nel quarto movimento. Sebbene ci siano molte somiglianze tra i due cicli, il successivo stile di direzione di Bernstein è spesso più lento ed espressivo del suo approccio più giovanile negli anni '60.

### Altre registrazioni
Oltre ai due cicli audio, Bernstein registrò un ciclo filmato per Unitel negli anni '70 con la Filarmonica di Vienna e la London Symphony Orchestra (nella Sinfonia n. 2 - insieme alla registrazione audio della CBS menzionata sopra). Il film dell'ottava sinfonia (registrato a Vienna) è una performance diversa da quella di Salisburgo pubblicata nel secondo ciclo audio.
Bernstein ha realizzato due registrazioni di Das Lied von der Erde: a Vienna (1966) per Decca e a Israele (1972) per la CBS. Ha anche realizzato varie registrazioni dei cicli di canzoni di Mahler tra cui Kindertotenlieder e Canzoni da "Des Knaben Wunderhorn" (Il corno magico del fanciullo).
Dalla morte di Bernstein, molte altre registrazioni di Mahler sono emerse da fonti di trasmissione e sono state pubblicate, inclusa una Seconda Sinfonia con l'Orchestre Philharmonique de Radio France nel 1958 e una Nona Sinfonia con i Berliner Philharmoniker nel 1979. Inoltre è uscito anche, su un disco della CBS, il finale della Seconda Sinfonia con la Israel Philharmonic Orchestra, come parte di una incisione intitolata "Hatikvah on Mt. Scopus", del 1967.